# Griesmühle (Enderndorf)

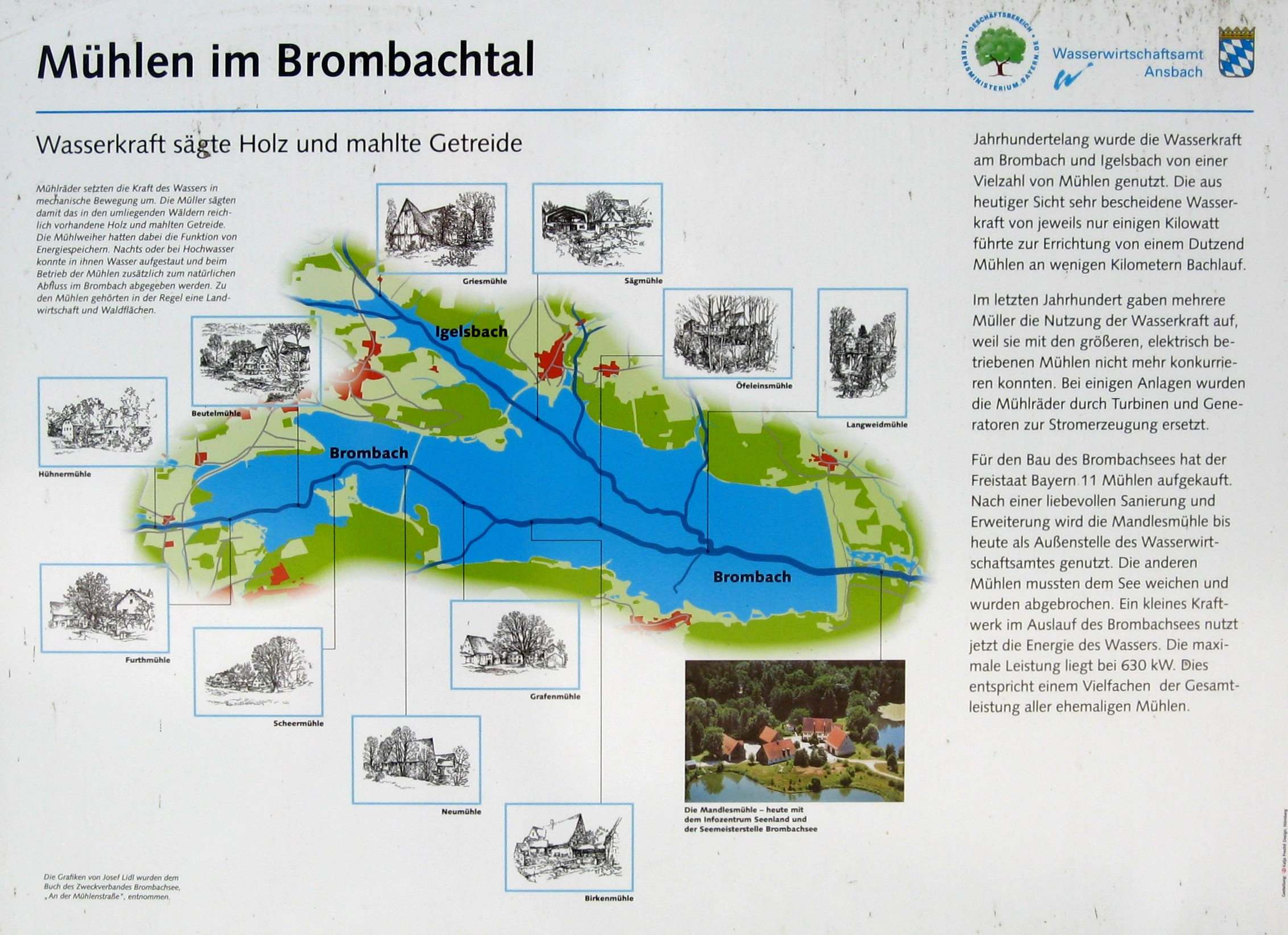
Infotafel am Nordufer des Brombachsees zu den abgegangenen Mühlen

Griesmühle (fränkisch: Gräjsmühl) ist ein abgegangener Gemeindeteil der ehemaligen Gemeinde Enderndorf im früheren mittelfränkischen Landkreis Gunzenhausen. Heute liegt das Gebiet der damaligen Griesmühle inmitten des Igelsbachsees. Die heutige Grenze zwischen Absberg und Spalt verläuft durch das Gebiet der damaligen Mühle, weswegen die damalige Fläche sowohl teilweise im heutigen Landkreis Weißenburg-Gunzenhausen als auch teilweise im heutigen Landkreis Roth befindet.

## Lage
Die Griesmühle lag am Igelsbach nordöstlich von Absberg und nordwestlich von Enderndorf im Bereich des heutigen Igelsbachsees. Eine im Südosten am Igelsbach benachbarte, auch durch den Bau des Fränkischen Seenlandes abgegangene Mühle war die Sägmühle, die ebenfalls zu Enderndorf gehörte. Unweit südlich lag der Spagenhof.

## Geschichte
In einem Beleg, der zwischen 1503 und 1505 entstand, wird die „Gryeßmul“ erstmals genannt. Sie war im Besitz der Adelsfamilie Absberg. Der Ortsnamenforscher Robert Schuh sieht den Mühlennamen abgeleitet vom Ortsnamen Griesbuck, den er deutet als „Siedlung am Sand bzw. auf der sandigen kleinen Anhöhe“. 1608 ist die Rede, das die „Grüeß Mühel“ bezüglich der Fraisch zum markgräflich-ansbachischen Amt Gunzenhausen gehört, für die Vogtei und Gült aber die Herrschaft Absberg zuständig ist. Nach dem Aussterben der Absberger (1647 starb als letzter seines Geschlechtes Hans Veit von Absberg) gehörte die Mühle, belegt für 1652, als Reichslehen der Deutschordenskommende Absberg. Für 1732 erfährt man, dass die „Krieß Mühl“ nach Absberg gepfarrt ist und die hohe Fraisch vom markgräflichen Oberamt Gunzenhausen wahrgenommen wird.
1792 wurde die Mühle mit dem Markgrafentum Ansbach preußisch. Am Ende des Heiligen Römischen Reichs ging sie mit dem ehemaligen Fürstentum Ansbach infolge des Reichsdeputationshauptschlusses 1806 an das Königreich Bayern über, wo die Einöde ab 1808 dem Steuerdistrikt Absberg, ab 1811 der Ruralgemeinde Absberg und ab 1818 der Ruralgemeinde Enderndorf eingegliedert war.
Von den Mühlenbetreibern sind aus dem Lauf der Jahrhunderte mehrere bekannt. 1652 saß auf der Griesmühle ein Balthasar Riedmüller, 1692 ein Hans Hannsman. 1802 erwarb die Mühle Johann Georg Bickel von Igelsbach, 1900 Georg Michael Lang von der Birkenmühle. Letzte Besitzer vor dem Abriss waren Johann und Luise Saalbaum.
1856 fand eine Hofteilung statt. Beide Anwesen wurden in den 1970er/1980er Jahren durch den Freistaat Bayern zum Bau des Igelsbachsees aufgekauft und abgerissen.

### Einwohnerentwicklung
| Jahr      | 001818 | 001840 | 001861 | 001871 | 001885 | 001900 | 001925 | 001950 | 001961 | 001970 |
| Einwohner | 12     | 13     | 11     | 16     | 19     | 12     | 16     | 21     | 13     | 12     |
| Häuser    | 2      | 2      |        |        | 3      | 3      | 3      | 3      | 2      |        |
| Quelle    | [ 9 ]  | [ 10 ] | [ 11 ] | [ 12 ] | [ 13 ] | [ 14 ] | [ 15 ] | [ 16 ] | [ 17 ] | [ 18 ] |

## Religion
Der Ort war seit der Reformation evangelisch-lutherisch geprägt und nach Absberg gepfarrt.